# Luis Javier García Sanz
Luis Javier García Sanz (* 24. červen 1978) je bývalý profesionální španělský fotbalista, který hrával na postu křídla, nastupoval také na pozici hrotového útočníka. Trenér Rafael Benítez jej popsal jako hráče s výbornou technikou, obounohého a univerzálního.

## Klubová kariéra
Luis García byl produktem barcelonské fotbalové akademie zvané La Masia. Zprvu se v prvním týmu Barcelony neprosadil, a tak putoval po hostováních. Během hostování v klubu CD Tenerife jej trénoval Rafael Benítez, později se spolu měli setkat v Liverpoolu. V letech 2002 až 2003 působil v celku Atlético de Madrid, poté jej koupila zpět Barcelona.
Po jedné sezóně v Barceloně se stěhoval do Liverpoolu, se kterým v ročníku 2004/05 vyhrál Ligu mistrů. V tomto ročníku odehrál 29 ligových utkání, při kterých vstřelil 8 branek. Během 12 utkání v Lize mistrů se trefil 5×. Přispěl k výhře nad Leverkusenem v osmifinále (3:1, 3:1), a to rovnou 3 góly. Ve čtvrtfinále se trefil proti Juventusu, na první gól tohoto zápasu přihrál obránci Samimu Hyypiä.
Za hosty dokázal snížit Fabio Cannavaro. Liverpool postoupil, neboť v Turíně se remizovalo 0:0. Jediným gólem rozhodl semifinálový dvojzápas s Chelsea, když ve druhém zápase na domácí půdě vstřelil ve 4. minutě kontroverzní gól po akci Milana Baroše. Finálové utkání proti AC Milán odehrál celé, Liverpool v něm zvítězil na penalty.
Další dvě sezóny u Reds nebyly tak úspěšné jako ta úvodní, přesto v ročníku 2005/06 zaznamenal 31 ligových startů, kdy vstřelil celkově 7 gólů, často však nebyl v základní sestavě. Podařilo se mu ale vstřelit důležitou branku v semifinále FA Cupu proti Chelsea a dopomohl postupu do finále, které Liverpool zvládl a získal tak trofej.
V letech 2007 až 2009 znovu působil v Atléticu Madrid. V sezóně 2009/10 nastupoval za jiný španělský celek Racing de Santander.
V srpnu 2010 podepsal kontrakt s řeckým celkem Panathinaikos Athény.

## Reprezentační kariéra
García si poprvé zahrál za národní tým 26. března 2005 v přátelském zápase s Čínou. V 54. minutě přišel na hřiště jako střídající hráč za Joaquína.
Později si zahrál na MS 2006 v Německu.

## Úspěchy
Liverpool
- FA Cup
  - 1. místo (2005/06)
- Liga mistrů
  - 1. místo (2004/05)
  - 2. místo (2006/07)
- Superpohár UEFA
  - 1. místo (2005)

ATK
- Indická Superliga
  - 1. místo (2013/14)